# Zerdazas
Zerdazas (em árabe: زردازس) é uma comuna localizada na província de Skikda, Argélia. De acordo com o censo de 2008, a população total da cidade era de 12 555 habitantes.